# Anton Polster
Anton Polster, detto Toni (Vienna, 10 marzo 1964), è un cantante, allenatore di calcio ed ex calciatore austriaco, di ruolo attaccante, frontman degli Achtung Liebe.

## Biografia
Dopo il ritiro dal calcio giocato, diventò il cantante del gruppo pop austriaco degli Achtung Liebe.

## Caratteristiche tecniche

### Giocatore
Attaccante capace di coniugare potenza ed eleganza,, dotato altresì di una tecnica sopraffina, è stato uno dei migliori realizzatori austriaci del dopoguerra, riscuotendo successo non solo in patria ma anche all'estero. Viene considerato prototipo dell'attaccante moderno.

## Carriera

### Giocatore

#### Club

Polster al Torino nella stagione 1987-1988

Figlio d'arte, iniziò la sua carriera all'Austria Vienna nella stagione 1981-1982, anche se a novembre fu mandato in prestito in seconda divisione al Simmering per fare esperienza. Tornato alla casa madre esordì in 1. Division nel 1982, a 18 anni, realizzando 11 reti. Il suo bottino di reti crebbe progressivamente di anno in anno, fino a raggiungere la cifra di 39 nel 1986-1987: è la seconda prestazione di sempre per il campionato austriaco dopo le 41 marcature di Hans Krankl del 1977-1978. Con la squadra della capitale austriaca Polster vinse tre titoli nazionali e una Coppa d'Austria, realizzando 95 reti e laureandosi tre volte il capocannoniere del campionato, oltre a risultare il miglior marcatore nelle competizioni europee; conquistò anche la Scarpa d'oro 1987 dopo essere giunto terzo l'anno precedente.
Con queste premesse, nell'estate del 1987 Polster venne prelevato dal Torino di Luigi Radice, anche se in realtà la società avrebbe voluto acquistare Mark Hughes dal Barcellona. Venne comunque subito soprannominato "Golster", e già dopo due giornate divenne capocannoniere grazie al gol realizzato nella prima giornata nella sconfitta contro l'Avellino e soprattutto una tripletta alla Sampdoria; la vena realizzativa calò tuttavia nel girone di ritorno, e alla fine i gol in campionato furono 9. I granata conclusero comunque la stagione arrivando a disputare la finale della Coppa Italia, nella quale vennero tuttavia sconfitti dalla Sampdoria. Riuscirono però a battere la Juventus in semifinale, anche se i bianconeri ebbero poi la meglio ai calci di rigore nello spareggio valido per l'accesso alla Coppa UEFA: entrambe le squadre avevano infatti terminato la Serie A al sesto posto.
Dopo un solo anno si trasferì quindi in Spagna tra le file del Siviglia: partì un po' in sordina, ma poi esplose nella stagione 1989-1990, mettendo a segno 33 gol, tuttavia il titolo di Pichichi andò a Hugo Sánchez che ne realizzò 38. Dopo tre anni si trasferì prima al CD Logroñés, poi al Rayo Vallecano; con entrambe le squadre realizzò 14 gol nella Liga.
Nel 1993 andò invece in Germania, al Colonia, rimanendovi per 5 stagioni. Qui si confermò uno dei migliori realizzatori della Bundesliga, sfiorando di una rete il titolo di capocannoniere nel 1996-1997, che venne vinto da Ulf Kirsten. Nel 1998 passò quindi al Borussia M'gladbach, dove rimase per qualche mese anche dopo la retrocessione in seconda divisione nonostante le sue 11 reti. A gennaio 2000 tornò infine in patria, al Salisburgo, dove chiuse la carriera ormai trentacinquenne.
Nel 1997 fu nominato sportivo austriaco dell'anno, l'unico calciatore a riuscirvi dal 1955 e solo il quarto in 61 anni.
Complessivamente, in 19 stagioni da professionista ha giocato 559 partite di campionato e segnato 315 reti, di cui 539 gare e 303 gol in prima serie. In Austria ha giocato 159 partite e realizzato 121 gol, in Spagna un totale di 171 partite e 83 gol, in Germania, in Bundesliga, 182 presenze e 90 reti. In tre occasioni ha segnato più di 30 reti in campionato e in altre due più di 20, ha segnato sempre almeno 6 reti e in ben 15 occasioni è andato oltre le 10.

#### Nazionale
Polster esordì nell'Austria il 17 novembre 1982, a 18 anni, segnando subito una rete contro la Turchia. Dopo questa gara tornò tuttavia a vestire la maglia bianca solo dal 1984, diventando poi titolare fisso fino al 1998. Con la nazionale alpina partecipò, coi gradi di capitano, a Italia 1990 e a Francia 1998, segnando un gol nella partita d'esordio dell'ultima manifestazione, che si giocò contro il Camerun; in entrambe le occasioni l'avventura si concluse però al primo turno. Disputò infine la partita d'addio al calcio il 1º settembre 2000 contro l'Iran, fissando a 95 presenze la seconda prestazione di sempre dietro ad Andreas Herzog. I suoi 44 gol lo rendono invece il miglior bomber di sempre dell'Austria.

### Allenatore

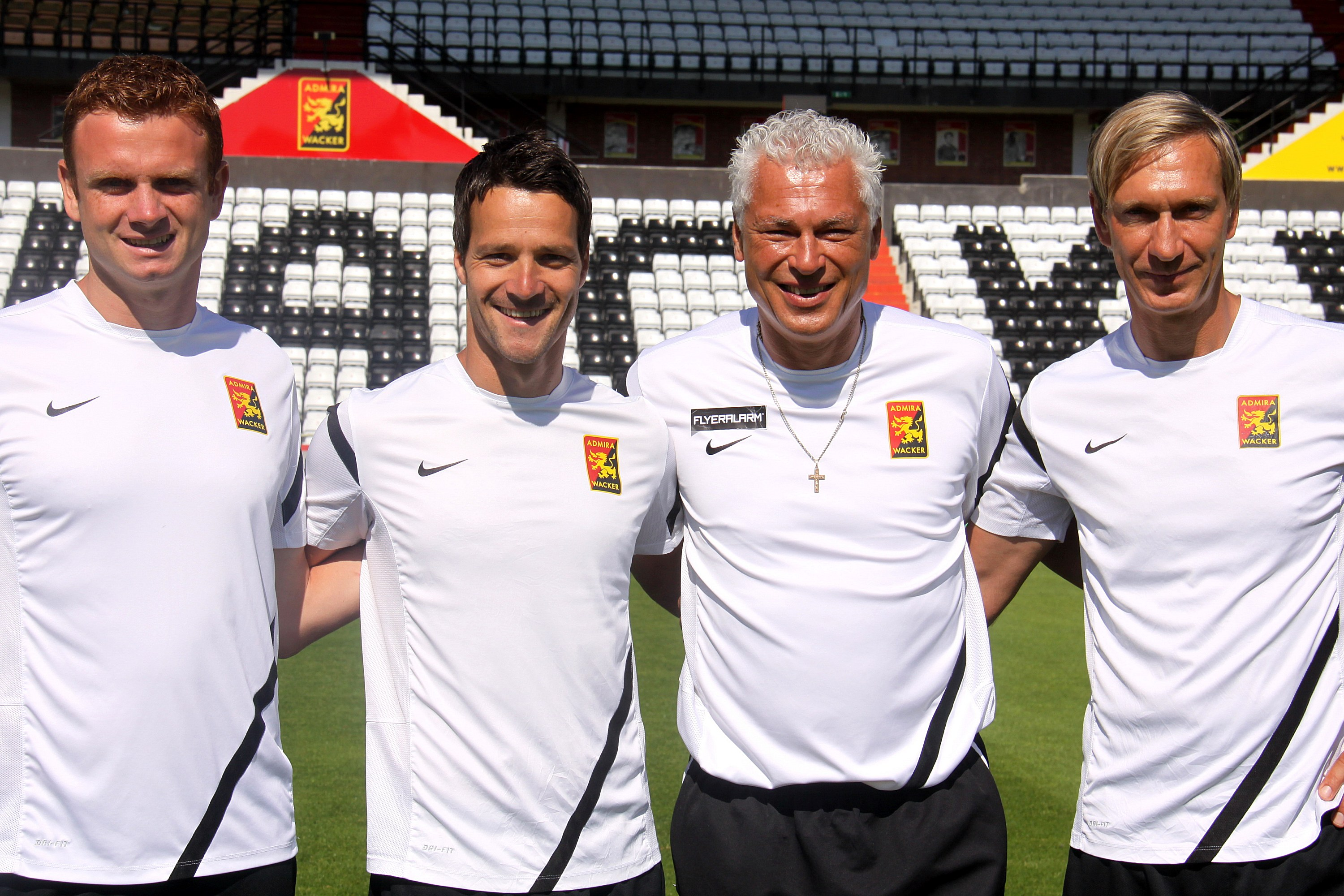
Horvath, Lederer, l'allenatore Polster e Heu, lo staff tecnico dell'Admira Wacker Mödling nel 2013.

Dopo aver lasciato il calcio giocato, Polster non è passato subito alla carriera di allenatore, ma è divenuto prima direttore marketing al Borussia Mönchengladbach, dal 2001 al 2004, e poi general manager all'Austria Vienna, dal 2004 al 2005.
Nel gennaio del 2010 è stato ingaggiato dal LASK Linz come allenatore della seconda squadra, in Regionalliga. Chiude la stagione vincendo il campionato, ma non gli viene rinnovato il contratto e si accasa al Wiener Viktoria, formazione che guida alla promozione in Wiener Stadtliga, vincendo il campionato di Oberliga 2011-2012. Nella medesima stagione conquista la WFV-Cup, battendo in finale le riserve del Wiener Sportklub per 2-1.
Nel 2012-2013, il Viktoria raggiunge gli ottavi di finale di ÖFB-Cup, unica squadra dei campionati regionali a riuscirvi. A fine stagione viene scelto dalla dirigenza dell'Admira Wacker Mödling come nuovo allenatore della squadra.

## Statistiche

### Cronologia presenze e reti in nazionale
| Cronologia completa delle presenze e delle reti in nazionale ― Austria | Cronologia completa delle presenze e delle reti in nazionale ― Austria | Cronologia completa delle presenze e delle reti in nazionale ― Austria | Cronologia completa delle presenze e delle reti in nazionale ― Austria | Cronologia completa delle presenze e delle reti in nazionale ― Austria | Cronologia completa delle presenze e delle reti in nazionale ― Austria | Cronologia completa delle presenze e delle reti in nazionale ― Austria | Cronologia completa delle presenze e delle reti in nazionale ― Austria |
| Data                                                                   | Città                                                                  | In casa                                                                | Risultato                                                              | Ospiti                                                                 | Competizione                                                           | Reti                                                                   | Note                                                                   |
| ---------------------------------------------------------------------- | ---------------------------------------------------------------------- | ---------------------------------------------------------------------- | ---------------------------------------------------------------------- | ---------------------------------------------------------------------- | ---------------------------------------------------------------------- | ---------------------------------------------------------------------- | ---------------------------------------------------------------------- |
| 17-11-1982                                                             | Vienna                                                                 | Austria                                                                | 4 – 0                                                                  | Turchia                                                                | Amichevole                                                             | 1                                                                      |                                                                        |
| 12-9-1984                                                              | Copenaghen                                                             | Danimarca                                                              | 3 – 1                                                                  | Austria                                                                | Amichevole                                                             | -                                                                      |                                                                        |
| 26-9-1984                                                              | Budapest                                                               | Ungheria                                                               | 3 – 1                                                                  | Austria                                                                | Qual. Mondiali 1986                                                    | -                                                                      |                                                                        |
| 14-11-1984                                                             | Vienna                                                                 | Austria                                                                | 1 – 0                                                                  | Paesi Bassi                                                            | Qual. Mondiali 1986                                                    | -                                                                      |                                                                        |
| 17-4-1985                                                              | Vienna                                                                 | Austria                                                                | 0 – 3                                                                  | Ungheria                                                               | Qual. Mondiali 1986                                                    | -                                                                      |                                                                        |
| 1-5-1985                                                               | Rotterdam                                                              | Paesi Bassi                                                            | 1 – 1                                                                  | Austria                                                                | Qual. Mondiali 1986                                                    | -                                                                      |                                                                        |
| 7-5-1985                                                               | Graz                                                                   | Austria                                                                | 4 – 0                                                                  | Cipro                                                                  | Qual. Mondiali 1986                                                    | 1                                                                      |                                                                        |
| 20-11-1985                                                             | Saragozza                                                              | Spagna                                                                 | 0 – 0                                                                  | Austria                                                                | Amichevole                                                             | -                                                                      |                                                                        |
| 26-3-1986                                                              | Udine                                                                  | Italia                                                                 | 2 – 1                                                                  | Austria                                                                | Amichevole                                                             | 1                                                                      |                                                                        |
| 14-5-1986                                                              | Stoccolma                                                              | Svezia                                                                 | 0 – 1                                                                  | Austria                                                                | Amichevole                                                             | -                                                                      |                                                                        |
| 27-8-1986                                                              | Innsbruck                                                              | Austria                                                                | 1 – 1                                                                  | Svizzera                                                               | Amichevole                                                             | 1                                                                      |                                                                        |
| 10-9-1986                                                              | Bucarest                                                               | Romania                                                                | 4 – 0                                                                  | Austria                                                                | Qual. Euro 1988                                                        | -                                                                      |                                                                        |
| 15-10-1986                                                             | Graz                                                                   | Austria                                                                | 3 – 0                                                                  | Albania                                                                | Qual. Euro 1988                                                        | 1                                                                      |                                                                        |
| 29-10-1986                                                             | Vienna                                                                 | Austria                                                                | 4 – 1                                                                  | Germania Est                                                           | Amichevole                                                             | 2                                                                      |                                                                        |
| 25-3-1987                                                              | Banja Luka                                                             | Jugoslavia                                                             | 4 – 0                                                                  | Austria                                                                | Amichevole                                                             | -                                                                      |                                                                        |
| 1-4-1987                                                               | Vienna                                                                 | Austria                                                                | 2 – 3                                                                  | Spagna                                                                 | Qual. Euro 1988                                                        | 1                                                                      |                                                                        |
| 29-4-1987                                                              | Tirana                                                                 | Albania                                                                | 0 – 1                                                                  | Austria                                                                | Qual. Euro 1988                                                        | 1                                                                      |                                                                        |
| 18-8-1987                                                              | San Gallo                                                              | Svizzera                                                               | 2 – 2                                                                  | Austria                                                                | Amichevole                                                             | -                                                                      |                                                                        |
| 14-10-1987                                                             | Siviglia                                                               | Spagna                                                                 | 2 – 0                                                                  | Austria                                                                | Qual. Euro 1988                                                        | -                                                                      |                                                                        |
| 18-11-1987                                                             | Vienna                                                                 | Austria                                                                | 0 – 0                                                                  | Romania                                                                | Qual. Euro 1988                                                        | -                                                                      |                                                                        |
| 27-4-1988                                                              | Vienna                                                                 | Austria                                                                | 1 – 0                                                                  | Danimarca                                                              | Amichevole                                                             | -                                                                      |                                                                        |
| 3-8-1988                                                               | Vienna                                                                 | Austria                                                                | 0 – 2                                                                  | Brasile                                                                | Amichevole                                                             | -                                                                      |                                                                        |
| 31-8-1988                                                              | Linz                                                                   | Austria                                                                | 0 – 0                                                                  | Ungheria                                                               | Amichevole                                                             | -                                                                      |                                                                        |
| 20-9-1988                                                              | Praga                                                                  | Cecoslovacchia                                                         | 4 – 2                                                                  | Austria                                                                | Amichevole                                                             | -                                                                      |                                                                        |
| 19-10-1988                                                             | Kiev                                                                   | Ucraina                                                                | 2 – 0                                                                  | Austria                                                                | Qual. Mondiali 1990                                                    | -                                                                      |                                                                        |
| 2-11-1988                                                              | Vienna                                                                 | Austria                                                                | 3 – 2                                                                  | Turchia                                                                | Qual. Mondiali 1990                                                    | 1                                                                      |                                                                        |
| 25-3-1989                                                              | Vienna                                                                 | Austria                                                                | 0 – 1                                                                  | Italia                                                                 | Amichevole                                                             | -                                                                      |                                                                        |
| 20-5-1989                                                              | Lipsia                                                                 | Germania Est                                                           | 1 – 1                                                                  | Austria                                                                | Qual. Mondiali 1990                                                    | 1                                                                      |                                                                        |
| 14-6-1989                                                              | Reykjavík                                                              | Islanda                                                                | 0 – 0                                                                  | Austria                                                                | Qual. Mondiali 1990                                                    | -                                                                      |                                                                        |
| 6-9-1989                                                               | Vienna                                                                 | Austria                                                                | 0 – 0                                                                  | Unione Sovietica                                                       | Qual. Mondiali 1990                                                    | -                                                                      |                                                                        |
| 25-10-1989                                                             | Istanbul                                                               | Turchia                                                                | 3 – 0                                                                  | Austria                                                                | Qual. Mondiali 1990                                                    | -                                                                      |                                                                        |
| 15-11-1989                                                             | Vienna                                                                 | Austria                                                                | 3 – 0                                                                  | Germania Est                                                           | Qual. Mondiali 1990                                                    | 3                                                                      |                                                                        |
| 28-3-1990                                                              | Malaga                                                                 | Spagna                                                                 | 2 – 3                                                                  | Austria                                                                | Amichevole                                                             | 1                                                                      | cap.                                                                   |
| 11-4-1990                                                              | Salisburgo                                                             | Austria                                                                | 3 – 0                                                                  | Ungheria                                                               | Amichevole                                                             | -                                                                      | cap.                                                                   |
| 3-5-1990                                                               | Vienna                                                                 | Austria                                                                | 1 – 1                                                                  | Argentina                                                              | Amichevole                                                             | -                                                                      | cap.                                                                   |
| 30-5-1990                                                              | Vienna                                                                 | Austria                                                                | 3 – 2                                                                  | Paesi Bassi                                                            | Amichevole                                                             | -                                                                      | cap.                                                                   |
| 9-6-1990                                                               | Roma                                                                   | Italia                                                                 | 1 – 0                                                                  | Austria                                                                | Mondiali 1990 - 1º turno                                               | -                                                                      | cap.                                                                   |
| 15-6-1990                                                              | Firenze                                                                | Austria                                                                | 0 – 1                                                                  | Cecoslovacchia                                                         | Mondiali 1990 - 1º turno                                               | -                                                                      | cap.                                                                   |
| 19-6-1990                                                              | Firenze                                                                | Austria                                                                | 2 – 1                                                                  | Stati Uniti                                                            | Mondiali 1990 - 1º turno                                               | -                                                                      | cap.                                                                   |
| 12-9-1990                                                              | Landskrona                                                             | Fær Øer                                                                | 1 – 0                                                                  | Austria                                                                | Qual. Euro 1992                                                        | -                                                                      |                                                                        |
| 31-10-1990                                                             | Belgrado                                                               | Jugoslavia                                                             | 4 – 1                                                                  | Austria                                                                | Qual. Euro 1992                                                        | -                                                                      | cap.                                                                   |
| 14-11-1990                                                             | Vienna                                                                 | Austria                                                                | 0 – 0                                                                  | Irlanda del Nord                                                       | Qual. Euro 1992                                                        | -                                                                      |                                                                        |
| 17-4-1991                                                              | Vienna                                                                 | Austria                                                                | 0 – 0                                                                  | Norvegia                                                               | Amichevole                                                             | -                                                                      | cap.                                                                   |
| 1-5-1991                                                               | Stoccolma                                                              | Svezia                                                                 | 6 – 0                                                                  | Austria                                                                | Amichevole                                                             | -                                                                      | cap.                                                                   |
| 25-3-1992                                                              | Budapest                                                               | Ungheria                                                               | 2 – 1                                                                  | Austria                                                                | Amichevole                                                             | 1                                                                      |                                                                        |
| 14-4-1992                                                              | Vienna                                                                 | Austria                                                                | 4 – 0                                                                  | Lituania                                                               | Amichevole                                                             | 1                                                                      |                                                                        |
| 29-4-1992                                                              | Vienna                                                                 | Austria                                                                | 1 – 1                                                                  | Galles                                                                 | Amichevole                                                             | -                                                                      |                                                                        |
| 27-5-1992                                                              | Sittard                                                                | Paesi Bassi                                                            | 3 – 2                                                                  | Austria                                                                | Amichevole                                                             | 1                                                                      |                                                                        |
| 2-9-1992                                                               | Linz                                                                   | Austria                                                                | 1 – 1                                                                  | Portogallo                                                             | Amichevole                                                             | 1                                                                      |                                                                        |
| 14-10-1992                                                             | Parigi                                                                 | Francia                                                                | 2 – 0                                                                  | Austria                                                                | Qual. Mondiali 1994                                                    | -                                                                      | cap.                                                                   |
| 28-10-1992                                                             | Vienna                                                                 | Austria                                                                | 5 – 2                                                                  | Israele                                                                | Qual. Mondiali 1994                                                    | 1                                                                      |                                                                        |
| 18-11-1992                                                             | Norimberga                                                             | Germania                                                               | 0 – 0                                                                  | Austria                                                                | Amichevole                                                             | -                                                                      |                                                                        |
| 10-3-1993                                                              | Vienna                                                                 | Austria                                                                | 2 – 1                                                                  | Grecia                                                                 | Amichevole                                                             | -                                                                      | cap.                                                                   |
| 27-3-1993                                                              | Vienna                                                                 | Austria                                                                | 0 – 1                                                                  | Francia                                                                | Qual. Mondiali 1994                                                    | -                                                                      |                                                                        |
| 14-4-1993                                                              | Vienna                                                                 | Austria                                                                | 3 – 1                                                                  | Bulgaria                                                               | Qual. Mondiali 1994                                                    | 1                                                                      |                                                                        |
| 13-5-1993                                                              | Turku                                                                  | Finlandia                                                              | 3 – 1                                                                  | Austria                                                                | Amichevole                                                             | -                                                                      |                                                                        |
| 13-10-1993                                                             | Sofia                                                                  | Bulgaria                                                               | 4 – 1                                                                  | Austria                                                                | Qual. Mondiali 1994                                                    | -                                                                      |                                                                        |
| 27-10-1993                                                             | Tel Aviv                                                               | Israele                                                                | 1 – 1                                                                  | Austria                                                                | Qual. Mondiali 1994                                                    | -                                                                      |                                                                        |
| 10-11-1993                                                             | Vienna                                                                 | Austria                                                                | 1 – 1                                                                  | Svezia                                                                 | Qual. Mondiali 1994                                                    | -                                                                      |                                                                        |
| 23-3-1994                                                              | Linz                                                                   | Austria                                                                | 1 – 1                                                                  | Ungheria                                                               | Amichevole                                                             | -                                                                      |                                                                        |
| 20-4-1994                                                              | Vienna                                                                 | Austria                                                                | 1 – 2                                                                  | Scozia                                                                 | Amichevole                                                             | -                                                                      |                                                                        |
| 17-5-1994                                                              | Katowice                                                               | Polonia                                                                | 3 – 4                                                                  | Austria                                                                | Amichevole                                                             | -                                                                      | cap.                                                                   |
| 2-6-1994                                                               | Vienna                                                                 | Austria                                                                | 1 – 5                                                                  | Germania                                                               | Amichevole                                                             | 1                                                                      | cap.                                                                   |
| 7-9-1994                                                               | Eschen                                                                 | Liechtenstein                                                          | 0 – 4                                                                  | Austria                                                                | Amichevole                                                             | 3                                                                      | cap.                                                                   |
| 12-10-1994                                                             | Vienna                                                                 | Austria                                                                | 1 – 2                                                                  | Irlanda del Nord                                                       | Amichevole                                                             | 1                                                                      | cap.                                                                   |
| 13-11-1994                                                             | Lisbona                                                                | Portogallo                                                             | 1 – 0                                                                  | Austria                                                                | Qual. Euro 1996                                                        | -                                                                      | cap.                                                                   |
| 29-3-1995                                                              | Salisburgo                                                             | Austria                                                                | 5 – 0                                                                  | Lettonia                                                               | Amichevole                                                             | 2                                                                      | cap.                                                                   |
| 26-4-1995                                                              | Salisburgo                                                             | Austria                                                                | 7 – 0                                                                  | Liechtenstein                                                          | Amichevole                                                             | 2                                                                      | cap.                                                                   |
| 11-6-1995                                                              | Dublino                                                                | Irlanda                                                                | 1 – 3                                                                  | Austria                                                                | Amichevole                                                             | 2                                                                      | cap.                                                                   |
| 16-8-1995                                                              | Riga                                                                   | Lettonia                                                               | 3 – 2                                                                  | Austria                                                                | Amichevole                                                             | 1                                                                      | cap.                                                                   |
| 6-9-1995                                                               | Vienna                                                                 | Austria                                                                | 3 – 1                                                                  | Irlanda                                                                | Qual. Euro 1996                                                        | -                                                                      | cap.                                                                   |
| 11-10-1995                                                             | Vienna                                                                 | Austria                                                                | 1 – 1                                                                  | Portogallo                                                             | Qual. Euro 1996                                                        | -                                                                      | cap.                                                                   |
| 15-11-1995                                                             | Belfast                                                                | Irlanda del Nord                                                       | 5 – 3                                                                  | Austria                                                                | Qual. Euro 1996                                                        | -                                                                      | cap.                                                                   |
| 27-3-1996                                                              | Vienna                                                                 | Austria                                                                | 1 – 0                                                                  | Svizzera                                                               | Amichevole                                                             | -                                                                      | cap.                                                                   |
| 24-4-1996                                                              | Budapest                                                               | Ungheria                                                               | 0 – 2                                                                  | Austria                                                                | Amichevole                                                             | 1                                                                      | cap.                                                                   |
| 29-5-1996                                                              | Salisburgo                                                             | Austria                                                                | 1 – 0                                                                  | Rep. Ceca                                                              | Amichevole                                                             | -                                                                      | cap.                                                                   |
| 31-8-1996                                                              | Vienna                                                                 | Austria                                                                | 0 – 0                                                                  | Scozia                                                                 | Qual. Mondiali 1998                                                    | -                                                                      | cap.                                                                   |
| 9-10-1996                                                              | Stoccolma                                                              | Svezia                                                                 | 0 – 1                                                                  | Austria                                                                | Qual. Mondiali 1998                                                    | -                                                                      | cap.                                                                   |
| 9-11-1996                                                              | Vienna                                                                 | Austria                                                                | 2 – 1                                                                  | Lettonia                                                               | Qual. Mondiali 1998                                                    | 1                                                                      | cap.                                                                   |
| 18-3-1997                                                              | Linz                                                                   | Austria                                                                | 0 – 2                                                                  | Slovenia                                                               | Amichevole                                                             | -                                                                      | cap.                                                                   |
| 2-4-1997                                                               | Glasgow                                                                | Scozia                                                                 | 2 – 0                                                                  | Austria                                                                | Qual. Mondiali 1998                                                    | -                                                                      | cap.                                                                   |
| 30-4-1997                                                              | Vienna                                                                 | Austria                                                                | 2 – 0                                                                  | Estonia                                                                | Qual. Mondiali 1998                                                    | -                                                                      | cap.                                                                   |
| 8-6-1997                                                               | Riga                                                                   | Lettonia                                                               | 1 – 3                                                                  | Austria                                                                | Qual. Mondiali 1998                                                    | 1                                                                      | cap.                                                                   |
| 20-8-1997                                                              | Tallinn                                                                | Estonia                                                                | 0 – 3                                                                  | Austria                                                                | Qual. Mondiali 1998                                                    | 3                                                                      | cap.                                                                   |
| 6-9-1997                                                               | Vienna                                                                 | Austria                                                                | 1 – 0                                                                  | Svezia                                                                 | Qual. Mondiali 1998                                                    | -                                                                      | cap.                                                                   |
| 10-9-1997                                                              | Minsk                                                                  | Bielorussia                                                            | 0 – 1                                                                  | Austria                                                                | Qual. Mondiali 1998                                                    | -                                                                      | cap.                                                                   |
| 11-10-1997                                                             | Vienna                                                                 | Austria                                                                | 4 – 0                                                                  | Bielorussia                                                            | Qual. Mondiali 1998                                                    | 2                                                                      | cap.                                                                   |
| 25-3-1998                                                              | Vienna                                                                 | Austria                                                                | 2 – 3                                                                  | Ungheria                                                               | Amichevole                                                             | -                                                                      | cap.                                                                   |
| 22-4-1998                                                              | Vienna                                                                 | Austria                                                                | 0 – 3                                                                  | Stati Uniti                                                            | Amichevole                                                             | -                                                                      | cap.                                                                   |
| 27-5-1998                                                              | Vienna                                                                 | Austria                                                                | 2 – 1                                                                  | Tunisia                                                                | Amichevole                                                             | -                                                                      | cap.                                                                   |
| 2-6-1998                                                               | Vienna                                                                 | Austria                                                                | 6 – 0                                                                  | Liechtenstein                                                          | Amichevole                                                             | 2                                                                      | cap.                                                                   |
| 11-6-1998                                                              | Tolosa                                                                 | Camerun                                                                | 1 – 1                                                                  | Austria                                                                | Mondiali 1998 - 1º turno                                               | 1                                                                      | cap.                                                                   |
| 17-6-1998                                                              | Saint-Étienne                                                          | Austria                                                                | 1 – 1                                                                  | Cile                                                                   | Mondiali 1998 - 1º turno                                               | -                                                                      | cap.                                                                   |
| 23-6-1998                                                              | Saint-Denis                                                            | Italia                                                                 | 2 – 1                                                                  | Austria                                                                | Mondiali 1998 - 1º turno                                               | -                                                                      | cap.                                                                   |
| 1-9-2000                                                               | Vienna                                                                 | Austria                                                                | 5 – 1                                                                  | Iran                                                                   | Amichevole                                                             | -                                                                      | cap.                                                                   |
| Totale                                                                 |                                                                        | Presenze (5º posto)                                                    | 95                                                                     |                                                                        | Reti (1º posto)                                                        | 44                                                                     |                                                                        |

## Palmarès

### Giocatore

#### Club
- Campionato austriaco: 3

1983-1984, 1984-1985, 1985-1986
- Coppa d'Austria: 1

1985-1986

#### Individuale
- Scarpa d'oro: 1

1986-1987 (39 gol)
- Capocannoniere del campionato austriaco: 3

1984-1985, 1985-1986, 1986-1987
- Calciatore austriaco dell'anno: 2

1986, 1997
- Sportivo austriaco dell'anno: 1

1997

### Allenatore
- Campionato di Regionalliga: 1

LASK Linz Amateure: 2010-2011
- Campionato di Oberliga: 1

Wiener Viktoria: 2011-2012
- WFV-Cup: 1

Wiener Viktoria: 2011-2012